# Dreiband-Weltmeisterschaft 1970

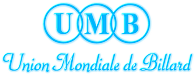
Logo UMB (ausrichtender Verband)

Veranstaltungsort: Las Vegas

Die Dreiband-Weltmeisterschaft 1970 war das 25. Turnier in dieser Disziplin des Karambolagebillards und fand vom 18. bis 23. Mai 1970 in Winchester statt. Es war nach 1937 in New York City die zweite Dreiband-WM in den Vereinigten Staaten.

## Geschichte
Raymond Ceulemans sicherte sich den achten WM-Titel im Dreiband in Folge. Er verlor aber zwei Partien im Turnier, wenn auch knapp. Gegen den Amerikaner Edward Robin mit 58:60 und gegen den Japaner Nobuaki Kobayashi mit 59:60. Die Durchschnittswerte lagen aber unter denen der letzten Jahre. Das kam vermutlich durch die Klimaanlage, die den Lauf der Elfenbeinbälle stark beeinflusste. Für August Tiedtke, der sich durch den dritten Platz bei der Europameisterschaft für die WM qualifizierte, war es die letzte Weltmeisterschaftsteilnahme.

## Modus
Gespielt wurde „Jeder gegen Jeden“ bis 60 Punkte.

## Abschlusstabelle
| MP    | Match Points (Sieger = 2; Unentschieden = 1; Verlierer = 0) |
| Pkte. | Erzielte Karambolagen                                       |
| Aufn. | Benötigte Versuche                                          |
| GD    | Generaldurchschnitt                                         |
| BED   | Bester Einzeldurchschnitt eines Spielers                    |
| HS    | Höchstserie                                                 |
|       | Bester GD des Turniers                                      |
|       | Bester ED des Turniers                                      |
|       | Beste HS des Turniers                                       |
|       | 1. Platz (Gold)                                             |
|       | 2. Platz (Silber)                                           |
|       | 3. Platz (Bronze)                                           |

| Platz                      | Name                 | MP   | Pkte. | Aufn. | GD    | BED   | HS |
| -------------------------- | -------------------- | ---- | ----- | ----- | ----- | ----- | -- |
| 1                          | Raymond Ceulemans    | 14:4 | 537   | 461   | 1,164 | 1,666 | 8  |
| 2                          | Nobuaki Kobayashi    | 12:6 | 504   | 505   | 0,998 | 1,463 | 9  |
| 3                          | Johann Scherz        | 12:6 | 508   | 580   | 0,875 | 1,200 | 8  |
| 4                          | Humberto Suguimitzu  | 12:6 | 514   | 634   | 0,810 | 0,882 | 7  |
| 5                          | Shigeki Kashiki      | 12:6 | 486   | 654   | 0,743 | 0,857 | 8  |
| 6                          | Edward Robin         | 10:8 | 469   | 647   | 0,718 | 1,224 | 8  |
| 7                          | August Tiedtke       | 8:10 | 457   | 620   | 0,737 | 1,016 | 7  |
| 8                          | Luis Manuel Martinez | 6:12 | 469   | 610   | 0,768 | 1,304 | 7  |
| 9                          | Allen Gilbert        | 4:14 | 441   | 632   | 0,697 | 0,857 | 7  |
| 10                         | Nabih Yousri         | 0:18 | 373   | 577   | 0,646 | –     | 7  |
| Turnierdurchschnitt: 0,803 |                      |      |       |       |       |       |    |